# Ben Halloran
Ben Halloran (Cairns, 14 de junio de 1992) es un futbolista australiano que juega en la demarcación de extremo para el Brisbane Roar F. C. de la A-League.

## Biografía
Debutó como futbolista profesional en 2010 con el Gold Coast United FC de Australia, club donde jugó durante dos temporadas, llegando a marcar cuatro goles en 26 partidos. En 2012 fichó por el Brisbane Roar FC, y un año después se fue a Alemania para fichar por el Fortuna Düsseldorf, alternando entre primer equipo y el filial. El 22 de junio de 2015 anunció su fichaje por el 1. FC Heidenheim 1846.

## Selección nacional
Hizo su debut con la selección de fútbol de Australia el 26 de mayo de 2014	en un partido amistoso contra Sudáfrica. Fue elegido como uno de los 23 jugadores que disputarían la Copa Mundial de fútbol de 2014 para representar a la selección de fútbol de Australia bajo las órdenes de Ange Postecoglou.

### Participaciones en Copas del Mundo
| Mundial                        | Sede   | Resultado      | Partidos | Goles |
| ------------------------------ | ------ | -------------- | -------- | ----- |
| Copa Mundial de Fútbol de 2014 | Brasil | Fase de grupos | 3        | 0     |

## Clubes
Actualizado al 12 de julio de 2024.
| Club                     | País          | Año       | Partidos | Goles |
| ------------------------ | ------------- | --------- | -------- | ----- |
| Gold Coast United F. C.  | Australia     | 2010-2012 | 26       | 4     |
| Brisbane Roar F. C.      | Australia     | 2012-2013 | 29       | 4     |
| Fortuna Düsseldorf II    | Alemania      | 2013      | 6        | 1     |
| Fortuna Düsseldorf       | Alemania      | 2013-2015 | 37       | 8     |
| 1. F. C. Heidenheim 1846 | Alemania      | 2015-2018 | 56       | 6     |
| V-Varen Nagasaki         | Japón         | 2018      | 10       | 0     |
| Adelaide United F. C.    | Australia     | 2018-2022 | 88       | 21    |
| F. C. Seoul              | Corea del Sur | 2022      | 2        | 0     |
| Adelaide United F. C.    | Australia     | 2022-2024 | 53       | 7     |
| Brisbane Roar F. C.      | Australia     | 2024-     | 24       | 2     |

## Palmarés

### Títulos nacionales
| Título  | Club                  | País      | Año  |
| ------- | --------------------- | --------- | ---- |
| FFA Cup | Adelaide United F. C. | Australia | 2018 |
| FFA Cup | Adelaide United F. C. | Australia | 2019 |